# Xarxar
Xarxar är en ort i Azerbajdzjan.   Den ligger i distriktet Gädäbäy rajon, i den västra delen av landet, 300 km väster om huvudstaden Baku. Xarxar ligger 1 499 meter över havet och antalet invånare är 1 550.
Terrängen runt Xarxar är kuperad. Närmaste större samhälle är Kyadabek, 15,1 km söder om Xarxar.
Trakten runt Xarxar består i huvudsak av gräsmarker. Runt Xarxar är det ganska tätbefolkat, med 70 invånare per kvadratkilometer.